# Ecteninion
Ecteninion — вимерлий рід м'ясоїдних цинодонтів, що мешкав у пізньому тріасі (карній) у Південній Америці. Типовий вид Ecteninion lunensis був названий Рікардо Н. Мартінесом, К.Л. Мей і К. А. Форстер 1996 року. E. lunensis відомий за майже повним черепом довжиною близько 11 сантиметрів. Його було знайдено в місцевості Канча-де-Бочас (ісп. Cancha de Bochas) на території Провінціального парку Ісчігуаластоo на північному заході Аргентини. Він був інтерпретований як базальний евцинодонт. Голотип знаходиться в колекції Національного університету Сан-Хуана.